# 蕭家淇
蕭家淇（1961年4月20日—）是中華民國政治人物，南投縣水里鄉出生，原名蕭家旗。英國愛丁堡大學社會科學學院建築博士。現任興富發建設總督導。曾任臺中市副市長、內政部政務次長、行政院副祕書長、行政院政務委員。

## 從政經歷
長期於臺中市政府裡任職，歷任三位市長（林柏榕、張溫鷹、胡志強），並於2002年起擔任臺中市副市長，是臺灣任職最久的副市長。
2013年江宜樺內閣上任後，轉任行政院內政部政務次長，2014年3月再轉任行政院副秘書長，2014年12月14日宣布投入台中市立委補選，並於12月24日辭去官職投入補選，民主進步黨提名的黃國書勝選。2015年2月25日，接任毛治國內閣的行政院政務委員。2016年5月19日，因政黨輪替卸任重回教職並淡出政壇。

## 相關事件
- 2009年9月臺中國家歌劇院因複雜度超乎想像，國際大廠也說沒把握，導致五度流標。台中市副市長蕭家淇最後拜託台中營造商麗明營造；吳春山最初也不敢答應，特地返鄉擲筊問神。結果籤詩同意「接下」，雖籤上說無利可圖，但吳春山有了信心。11月17日雙方正式簽署合約；12月18日興建工程正式動工。吳春山表示，想到興建過程「眼睛都紅了」。工程初期並不順利，地下室剛開工，鋼筋板模師傅就被嚇跑。好不容易試作「曲牆」成功，承包商又無預警倒閉，他極力安撫工班情緒，一切重新來過。麗明放棄原先鋼板建築工法以減少支出，工程部找到水泥新工法，完成「曲牆」，共組裝一千三百七十二片不同彎曲牆面，建構主體。歌劇院室內無直角，傳統消防設備派不上用場，麗明獨創水幕消防設備，曲牆工法與水幕消防，贏得兩項世界專利。工程難度之高，被媒體譽為媲美「世界九大建築奇蹟」，施工過程由discovery頻道紀錄拍攝。[5]。
- 2013年8月18日，蕭家淇在內政部次長任內碰上佔領內政部，於上午11點左右到場接受民眾陳情，遭到抗議民眾潑水[6]。
- 2014年，蕭家淇在太陽花學運時期的佔領行政院事件稍後提及受此影響包括糕餅遭竊。
- 2022年，蕭家淇的兒子蕭唯丞不滿被開單，大聲咆哮員警稱自己的爸爸是（前）台中副市長蕭家淇。[7]

## 外部連結
- 蕭家淇的Facebook專頁
- YouTube上的蕭家淇頻道
- 行政院政務委員 蕭家淇 （页面存档备份，存于）

| 政府职务      | 政府职务                                        | 政府职务      |
| ------------- | ----------------------------------------------- | ------------- |
| 行政院        |                                                 |               |
| 前任： 簡太郎 | 內政部政務次長 2013年2月18日－2014年2月28日     | 繼任： 陳純敬 |
| 前任： 簡太郎 | 行政院政務副秘書長 2014年3月11日－2015年1月24日 | 繼任： 徐中雄 |
| 前任： 楊秋興 | 行政院政務委員 2015年2月25日－2016年5月19日     | 繼任： —      |